# South Portland
South Portland város az USA Maine államában, Cumberland megyében. Lakosainak száma 26 498 fő (2020. április 1.).

## Népesség
A település népességének változása:

| 2010 | 25 002 |
| 2020 | 26 498 |